# Königshöhe
Königshöhe oder auch Auf der Königshöhe ist eine Ortslage im Westen des Wohnquartiers Friedrichsberg der bergischen Großstadt Wuppertal, Stadtteil Elberfeld.

## Lage und Beschreibung
Die Ortslage liegt auf einer Höhe von 284 m ü. NHN auf dem Lichtscheider Höhenrücken i.e.S. (Wuppertaler Südhöhen) im Westen des Wohnquartiers Friedrichsberg im Stadtbezirk Elberfeld. Benachbarte Ortslagen sind Am Elend, Ossenbeck, In der Hoffnung, Im Honigstal und In der Dalster.

## Geschichte
Auf der Topographischen Aufnahme der Rheinlande von 1824 ist die Ortslage nicht beschriftet, eingezeichnet sind die Altwege die den Ort berühren. Auf der Preußischen Uraufnahme von 1843 ist hier ein bebauter Ort verzeichnet – jedoch ohne Beschriftung versehen. Ab dem Messtischblatt von 1892 ist der Ort mit Königshöhe beschriftet. Im näheren Umfeld des Ortes bestand auch ein Aussichtsturm, der nicht mit dem Von-der-Heydt-Turm zu verwechseln ist. Die Turm war auf dem Messtischblatt von 1907 noch eingezeichnet, auf dem von 1927 nicht mehr. Später wurde an einer anderen Stelle am Ort ein Sendemast errichtet.
Im Adressbuch ab 1864 ist die Ortslage als ‚Auf der Königshöhe‘ notiert. Die Benennung der Straße Auf der Königshöhe, dessen genauem Datum unbekannt ist, erfolgte zu Ehren des preußischen Königs. Um 1870 wurde das ehemalige Anwesen mit der Gastwirtschaft durch die Familie Von der Heydt erworben, das Sommerhaus Von-der-Heydt wurde als Anbau 1885 errichtet.